# Свободне (Казахстан)
Свобо́дне (каз. Свободное) — село у складі Єсільського району Акмолинської області Казахстану. Адміністративний центр Свободненського сільського округу.
Населення — 854 особи (2021; 1332 у 2009, 1648 у 1999, 2096 у 1989).
Національний склад станом на 1989 рік:
- росіяни — 35 %;
- німці — 34 %.

Станом на 1989 рік село називалось селище Свободний.